# La Neuveville
La Neuveville (toponimo francese, fino al 1948 ufficialmente Neuveville; in tedesco Neuenstadt) è un comune svizzero di 3 698 abitanti del Canton Berna, nella regione del Giura Bernese (circondario del Giura Bernese); ha lo status di città. Dal 2016 il borgo, grazie alla sua particolare bellezza architettonica, la sua storia e la posizione privilegiata in cui si trova è entrato a far parte dell'associazione "I borghi più belli della Svizzera".

## Geografia fisica
La Neuveville si affaccia sul Lago di Bienne.

## Storia
Il comune di La Neuveville, istituito nel 1834, è stato il capoluogo dell'omonimo distretto fino alla sua soppressione nel 2009.

## Monumenti e luoghi d'interesse

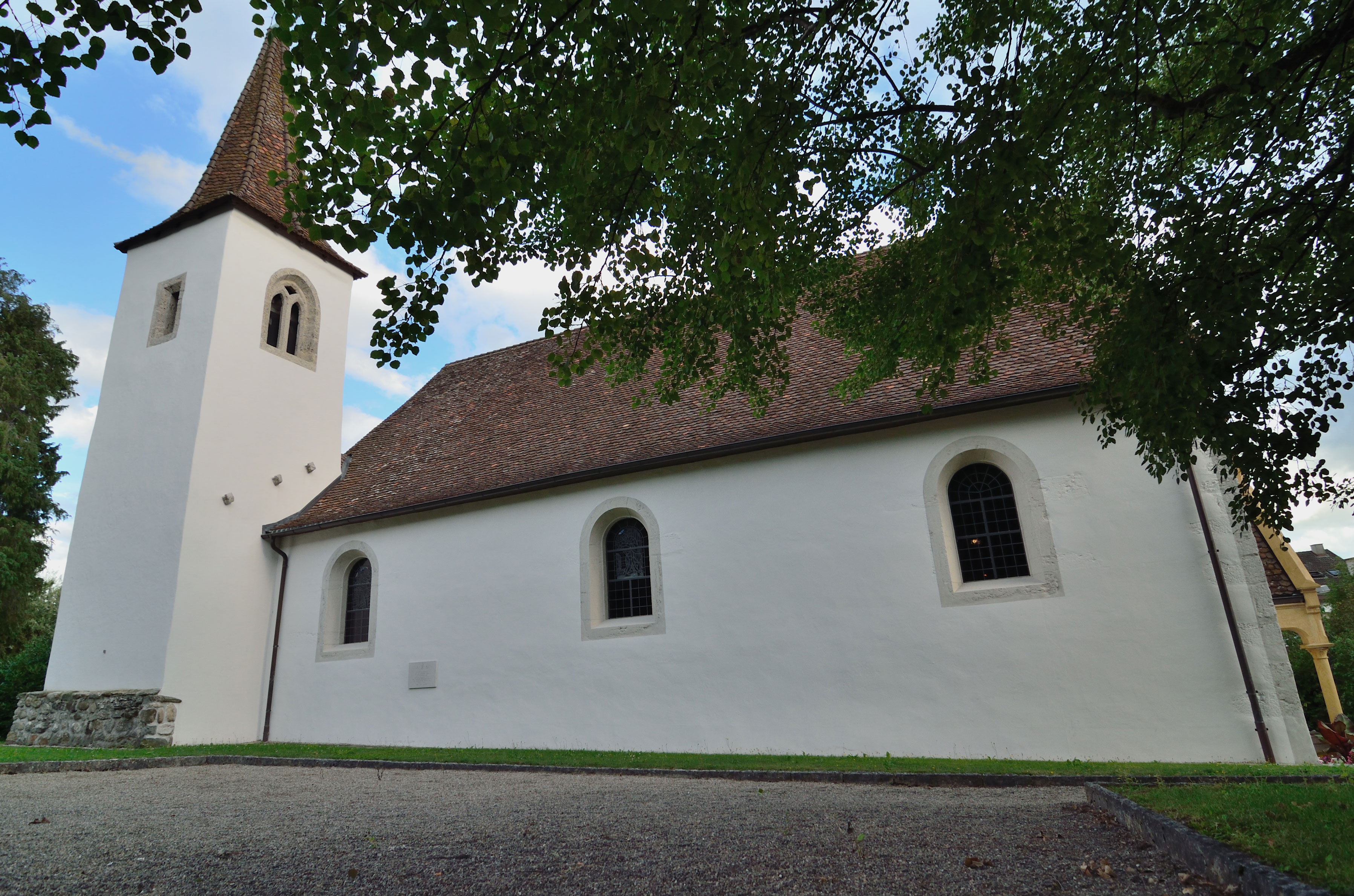
La chiesa riformata

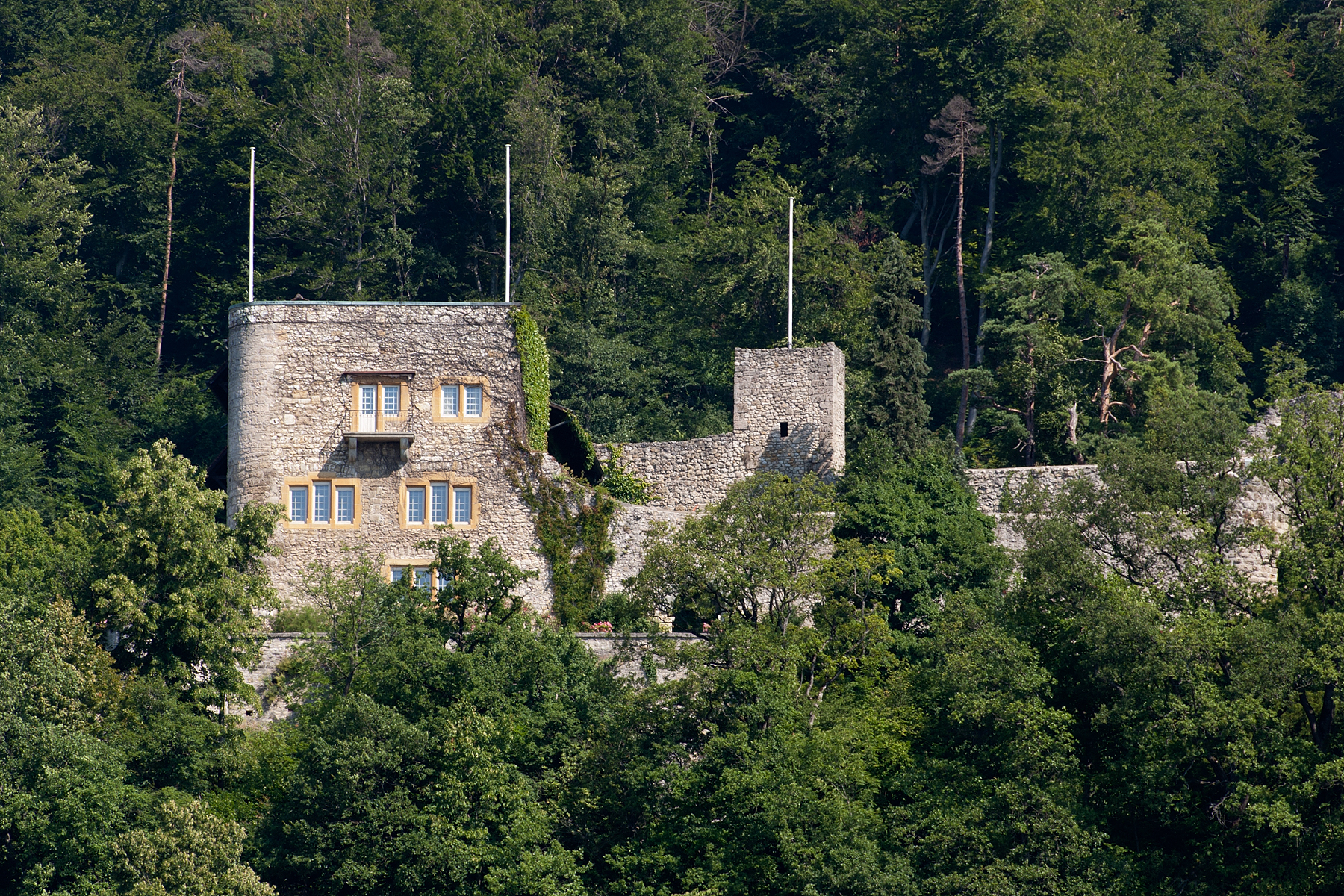
Il castello di Schlossberg

- Chiesa riformata, eretta nel 1720[1];
- Chiesa cattolica di Nostra Signora dell'Assunzione, eretta nel 1954[1];
- Castello di Schlossberg, eretto nel 1283-1288[1][2].

## Società

### Evoluzione demografica
L'evoluzione demografica è riportata nella seguente tabella:
Abitanti censiti

## Infrastrutture e trasporti

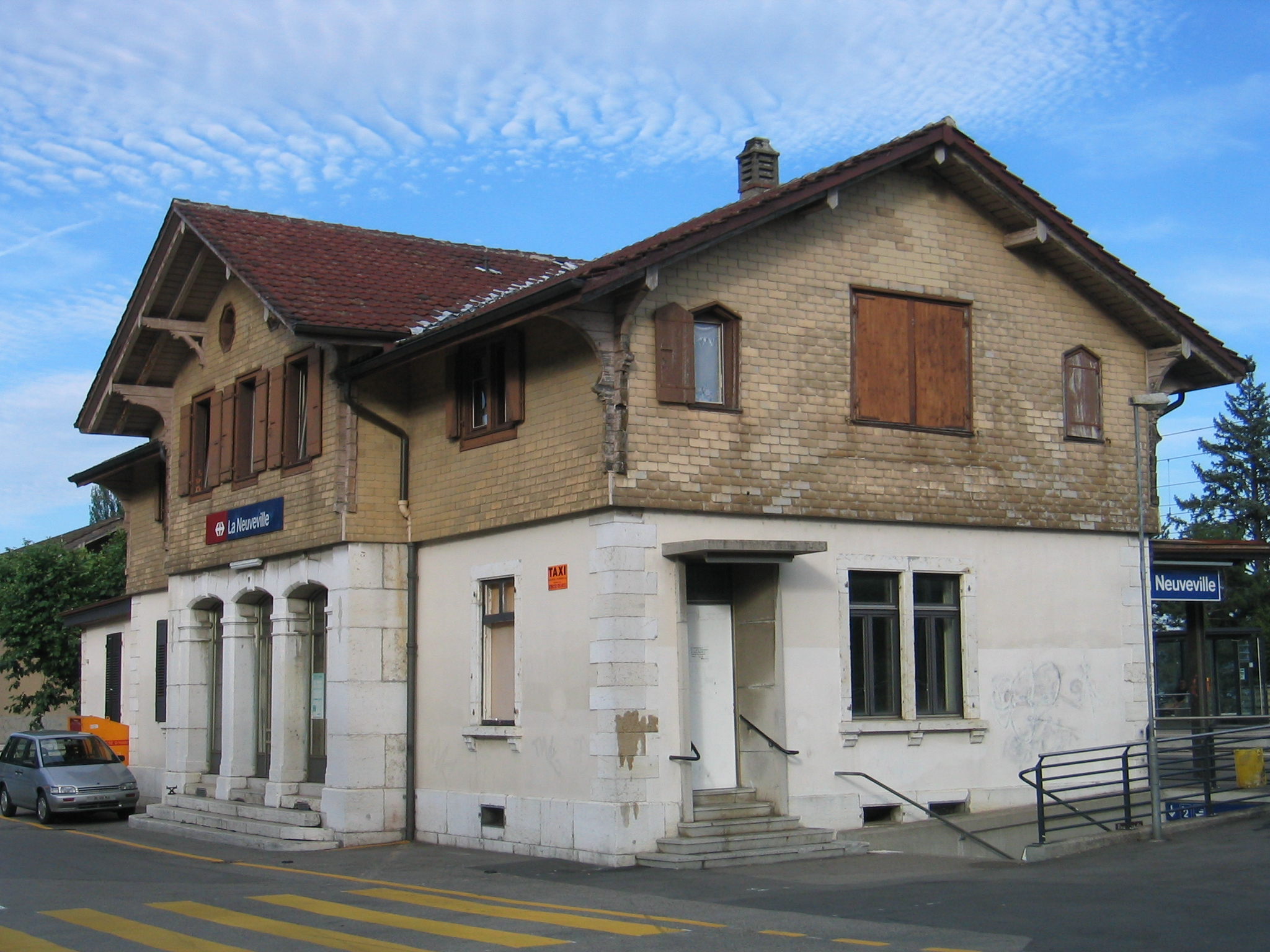
La stazione di La Neuveville

La Neuveville è servita dall'omonima stazione sulla ferrovia Losanna-Olten.

## Amministrazione
Ogni famiglia originaria del luogo fa parte del cosiddetto comune patriziale e ha la responsabilità della manutenzione di ogni bene ricadente all'interno dei confini del comune.